# Oak Park (Indiana)
Oak Park statisztikai település az USA Indiana államában, Clark megyében. Lakosainak száma 5858 fő (2007).

## Népesség
A település népességének változása:

| 2000 | 5 379 |
| 2007 | 5 858 |